# Tais (santa)
|  | Per a altres significats, vegeu «Tais (hetera)». |

Tais(grec antic: Θαΐς, Thaΐs; llatí: Thāis) va ser una cortesana d'Alexandria que va viure a Egipte al segle iv. Penedida i convertida al cristianisme, és venerada com a santa en les esglésies catòlica i ortodoxa. Figura en els Menologis grecs, celebrada el 8 d'octubre, però no és als martirologis romans antics.
Es conserven dues fonts de la seva vida: un text grec de cap al segle v i un text versificat de Marbode de Rennes, del segle xii, però s'hi barregen molts elements llegendaris. La seva vida, amb la dels pares del desert, es va incloure a les Vitae Patrum. Probablement, la seva història és «només una història moral inventada per a l'edificació», elaborada a partir d'elements de les històries de Maria Magdalena o Maria Egipciana.

## Llegenda
Tais havia estat una cortesana d'Alexandria, coneguda per la seva bellesa i poder de seducció: nombrosos homes es disputaven els seus favors i arribaven a matar-se o matar per ella, a més d'oferir-li la seva fortuna. Va ser convertida i redimida pel monjo Pafnuci: Tais va repartir les seves riqueses entre els pobres, cremant-ne d'altres, i va acompanyar Pafnuci a un convent, on va viure retirada en una cel·la com a eremita, consagrada al recolliment i la pregària: després de tres anys de penitència, va obtenir el dret a sortir de la cel·la i viure amb la comunitat, però hi morí només catorze dies després, en olor de santedat.
La identitat del sant monjo que la convertí és confosa: s'esmenten en fonts diferents els noms de Pafnuci, bisbe de l'Alta Tebaida, Bessarió, deixeble de sant Antoni Abat, i Serapió, bisbe al delta del Nil.

## Obres inspirades en la seva llegenda
La vida de la santa va ser popular durant l'edat mitjana i va inspirar algunes obres artístiques:
- Paphnutius, drama en llatí de Roswitha de Gandersheim, segle x
- Vita Teophili, poema de Marbode de Rennes, segle xii
- Thaïs, novel·la d'Anatole France, 1890
- Thaïs, òpera amb música de Jules Massenet, 1894, sobre la novel·la d'Anatole France
- Thais, obra de teatre de Paul Wilstach, 1911, estrenada a Londres.

En l'obra de France, Tais es redimeix i se salva, però el monjo que la converteix queda seduït i, malgrat el canvi de vida de la cortesana, se n'enamora i no pot deixar de sentir per ella sentiments carnals, la qual cosa fa que es condemni: tot i que intenta oblidar-la i tornar a la seva vida de penitència, no pot deixar de pensar en ella com a dona i, desesperat, renuncia a la fe.